# Wang Guanbin
Wang Guanbin (2 de mayo de 2000) es un deportista de China que compite en natación. Ganó dos medallas en los Juegos Olímpicos de la Juventud de 2018, oro en 4 × 100 m estilos mixto y plata en 4 × 100 m estilos.